# Xanthos (Sohn des Aigyptos)
Xanthos (altgriechisch Ξάνθος Xánthos) ist in der griechischen Mythologie einer der 50 Söhne des Aigyptos, des Zwillingsbruders von Danaos, und zählt daher zu den Aigyptiaden. 
Laut der schlecht überlieferten, unvollständigen Liste mit 47 von 50 Danaidenpaarungen in den Fabulae des Hyginus Mythographus wurde er von seiner Gemahlin Arkadia in der Hochzeitsnacht getötet.
Die handschriftliche Namensüberlieferung der Gemahlin, wie sie in der Erstedition der Fabulae durch Jakob Micyllus wiedergegeben wird – der zugrundeliegende Codex ging in der Folge verloren – lautete demgegenüber Arcania. Die heute übliche Lesung geht auf Herbert Jennings Rose zurück.